# Aplysinella strongylata
Aplysinella strongylata är en svampdjursart som beskrevs av Patricia R. Bergquist 1980. Aplysinella strongylata ingår i släktet Aplysinella och familjen Aplysinellidae. Inga underarter finns listade i Catalogue of Life.